# Husmansknölen
Husmansknölen är ett naturreservat i Torsby kommun i Värmlands län.
Området är naturskyddat sedan 2004 och är 98 hektar stort. Reservatet omfattar ett område vid nedre delen av Husmansknölen och består av naturskog med mycket lövträd.